# اضطرابات فيرجسون 2014
بدأت سلسلة مستمرة من الاحتجاجات و الاضطرابات المدنية في اليوم التالي لإطلاق النار المميت على مايكل براون في 9 آب، عام 2014، في فيرغسون، ميسوري. كما ظهرت تفاصيل حدث اطلاق النار الأصلي من المحققين، فرضت الشرطة حظر التجول ونشرت قوات مكافحة الشغب للحفاظ على النظام. جنبا إلى جنب مع الاحتجاجات السلمية، كان هناك نهب واضطرابات عنيفة في محيط اطلاق النار الأصلي. ووفقا لتقارير وسائل الاعلام، كان هناك عسكرة الشرطة عند التعامل مع الاحتجاجات في فيرغسون. استمرت الاضطرابات بعد عدم توجيه الإتهام إلى ضابط الشرطة الذي أطلق النار على مايكل براون من جهة هيئة محلفين كبرى.
وزارة العدل الأمريكية تحقق مع قوة شرطة فيرغسون لسوء السلوك أو التمييز المحتمل.

## حادث إطلاق النار الفعلى
توفي مايكل براون، وهو شاب يبلغ من العمر 18 عاما، بعد إصابته بستة رصاصات على الأقل من قبل دارين ويلسون، ضابط شرطة من إدارة شرطة فيرغسون البالغ من العمر 28 عاما. براون كان يسير في وسط الشارع جنبا إلى جنب مع صديقه دوريان جونسون عندما أوقفهما ويلسون ونبههم بضرورة استخدام الرصيف. من هناك، اندلع صراع بين الإثنين والضابط في السيارة، حيث زعم الأخير أن براون اعتدى على ه وسبه من خلال النافذة. وتلمس الضابط سلاحه داخل سيارته وأطلق النار على الإبهام ثم أطلق النار عندما سب براون الضابط، وانتهى الأمر بمقتل براون بطلقات نارية متعددة.[بحاجة لمصدر]وهناك خلاف حول الظروف والإجراءات التي بدرت من براون وويلسون بالضبط.
وكان براون مشتبها به في خادث السطو المزعوم الذي ارتكب قبل دقائق من إطلاق النار، ولكن التساؤل حول ما إذا كان ويلسون يعلم بمشاركة براون في السرقة.
ظهرت العديد من تقارير شهود العيان المتناقضة في أعقاب الحادث. وقد انتقد استجابة الشرطة لإطلاق النار بكثافة، كما كان معدل المعلومات التي تشق طريقها إلى الجمهور بطيئا. وأفرج عن العديد من الوثائق من هيئة المحلفين الكبرى عندما رفضت هيئة المحلفين الكبرى اتهام الشرطى ويلسون.

## الجدول الزمني للاحتجاجات
في مساء اليوم الذي شهد إطلاق النار، كان السكان قد أقاموا نصبا تذكاريا مؤقتا من الزهور والشموع في المكان الذي توفي فيه براون. ويقال أن ضابطا مجهولا سمح اللكلب تحت سيطرته إلى التبول على النصب التذكاري. سيارات الشرطة في وقت لاحق سحقت النصب التذكاري. هذه الحوادث أشعلت نار التوتر بين المارة، ووفقا لممثل ولاية ميسوري النائب شارون بيس، الذي قال إن ما أثارته مجلة الأم جونز كان كافيا، واضاف «هذا جعل الناس في الحشد يشعرون بالجنون وجعلني كذلك.»

### أغسطس 2014

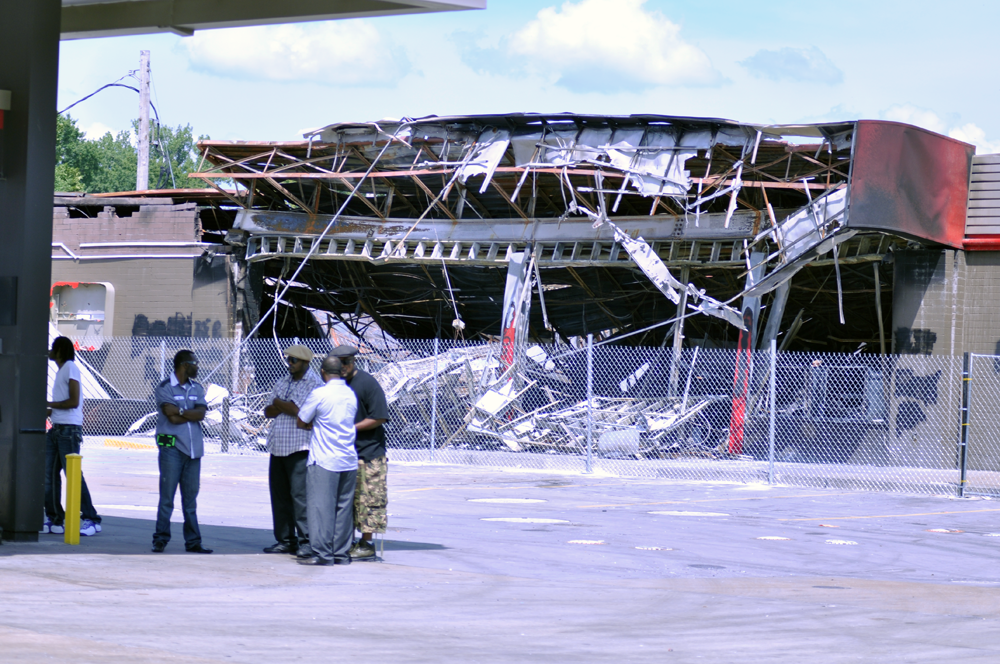
The looted, burned-out QuikTrip gas station in Ferguson.

في 10 آب، يوم واحد بعد إقامة النصب التذكاري بدأ سلميا، ولكن بعض أفراد الحشد إجتاحهم الغضب بعد الوقفة الاحتجاجية مساء تحت ضوء الشموع. مراكز الشرطة المحلية حشدت حوالي 150 من ضباط مكافحة الشغب. بدأ بعض الناس بنهب الشركات، وتخريب المركبات، ومواجهة ضباط الشرطة الذين سعوا لمنع الوصول إلى عدة مناطق من المدينة. نهب أو خرب مالا يقل عن 12 شركة وكان متجر كويك ترب ومحطة للغاز قد أضرمت فيها النار، مما أدى إلى اعتقال أكثر من 30 متظاهرا. وكُسِّرَت العديد من النوافذ وأغلقت العديد من الشركات المجاورة يوم الاثنين. وواجه المتظاهرون الذين ألقى القبض عليهم اتهامات بارتكاب الاعتداء والسطو، والسرقة. واستخدمت الشرطة مجموعة متنوعة من المعدات، بما في ذلك معدات مكافحة الشغب وطائرات هليكوبتر، لتفريق الحشد في الساعة الثانية صباح ذلك اليوم. اصيب اثنان من ضباط الشرطة بجروح طفيفة خلال الأحداث.

## معرض الصور

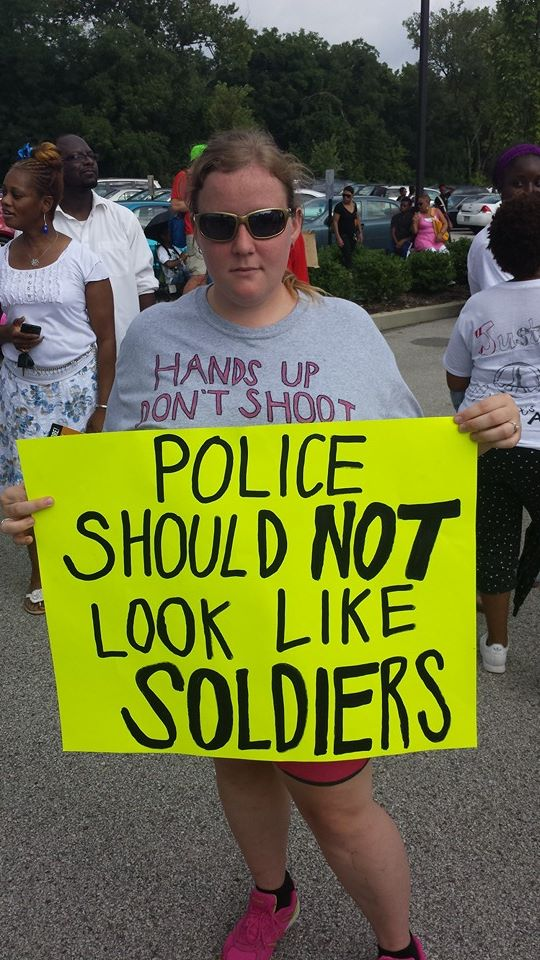
A person protesting against the militarization of police, August 17
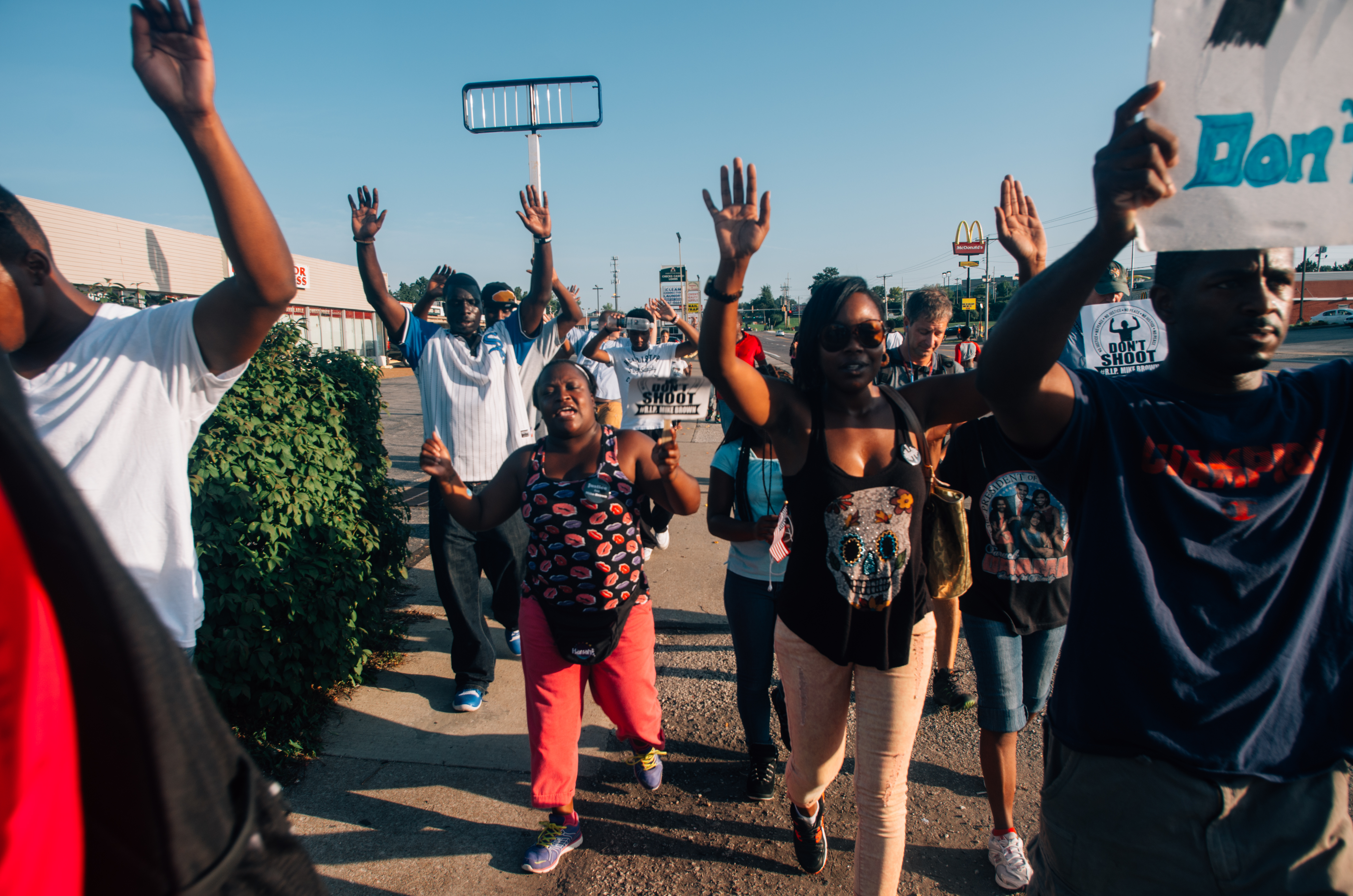
Protesters in Ferguson
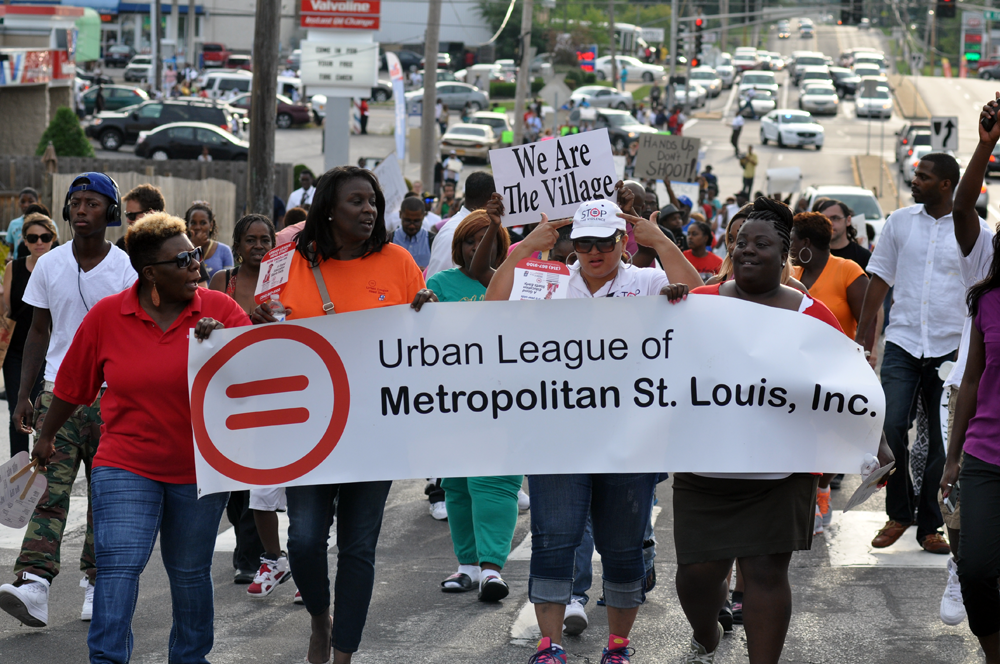
People marching in Ferguson, Missouri
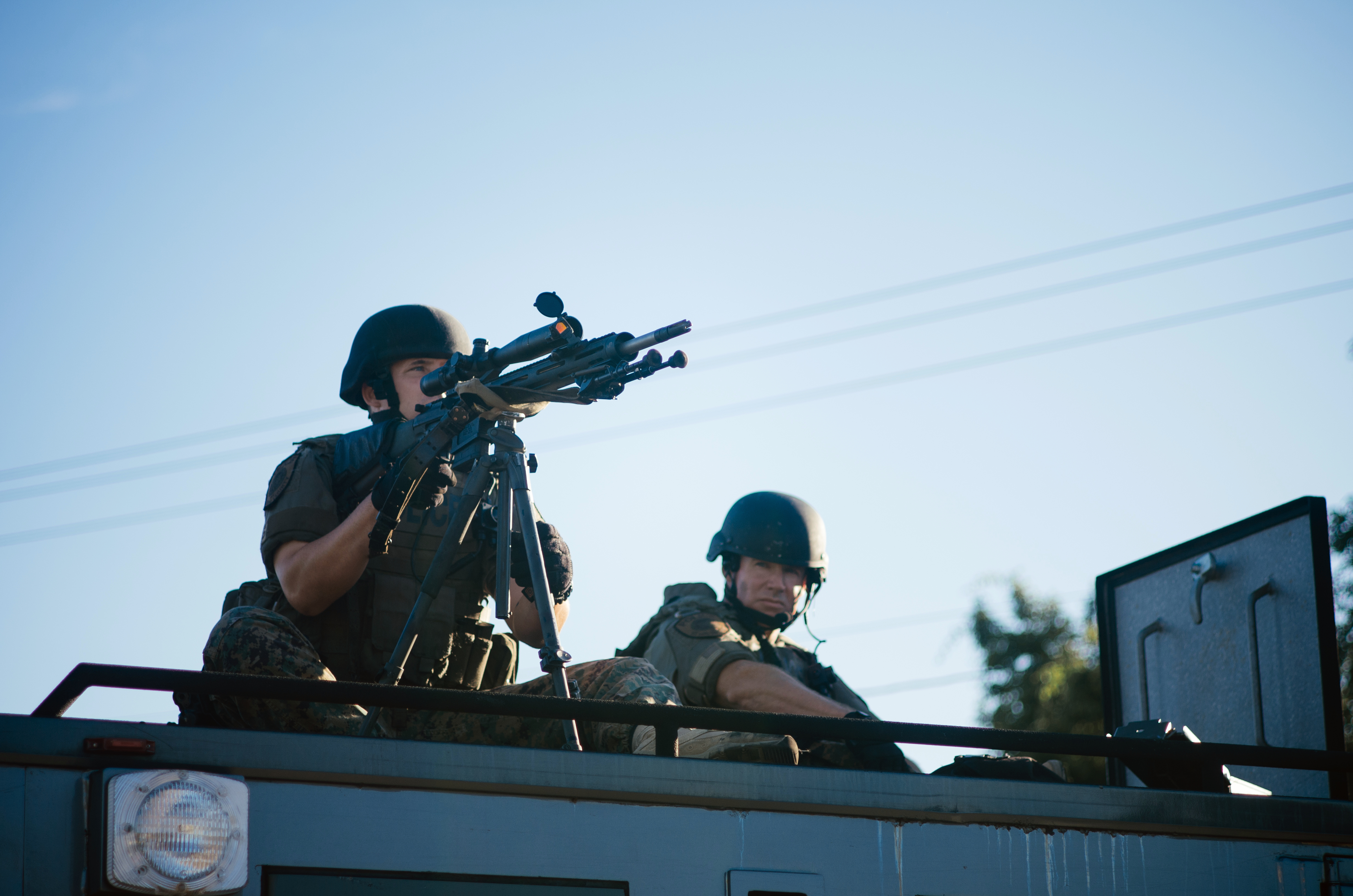
Sharpshooter, with weapon trained, atop a SWAT vehicle
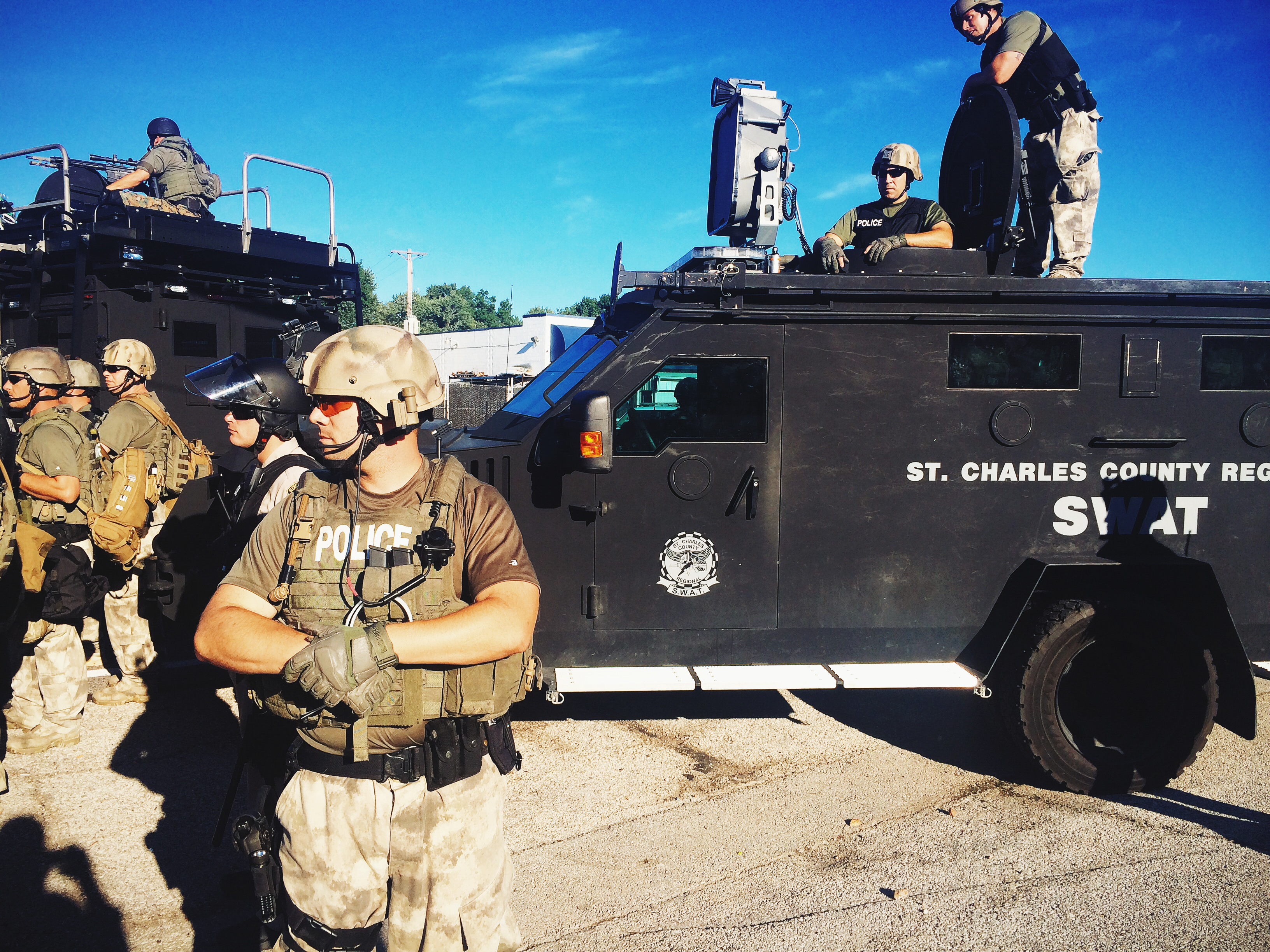
St. Charles County SWAT team at Ferguson
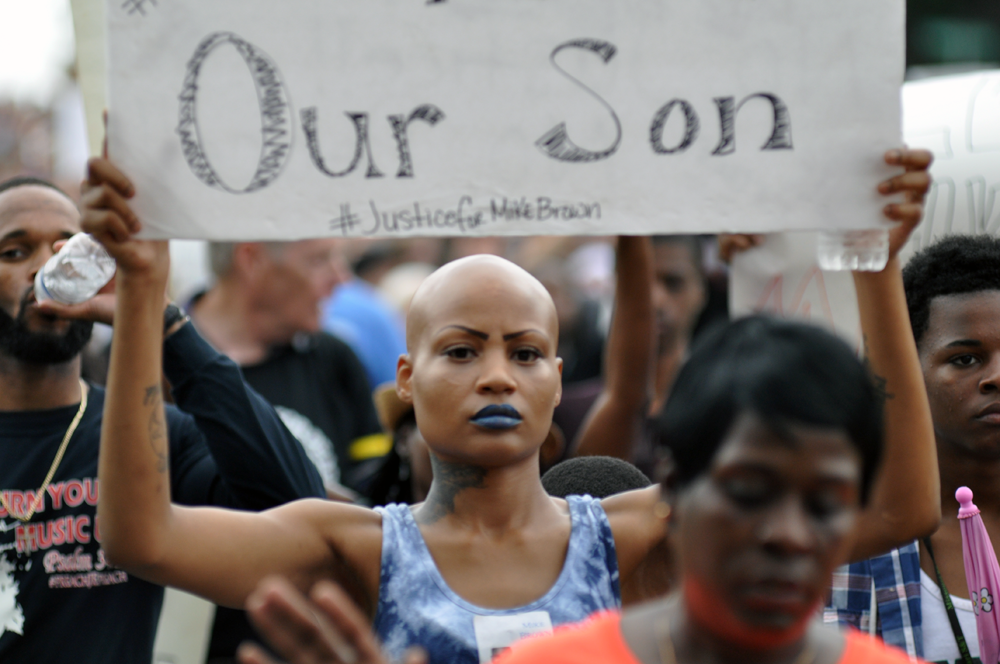
A person holding a sign in Ferguson